# South Hill (Virginia)
South Hill is een plaats (town) in de Amerikaanse staat Virginia, en valt bestuurlijk gezien onder Mecklenburg County.

## Demografie
Bij de volkstelling in 2000 werd het aantal inwoners vastgesteld op 4403.
In 2006 is het aantal inwoners door het United States Census Bureau geschat op 4608, een stijging van 205 (4.7%).

## Geografie
Volgens het United States Census Bureau beslaat de plaats een oppervlakte van
16,5 km², waarvan 16,4 km² land en 0,1 km² water. South Hill ligt op ongeveer 116 m boven zeeniveau.

## Plaatsen in de nabije omgeving
De onderstaande figuur toont nabijgelegen plaatsen in een straal van 28 km rond South Hill.